# Johannes Sartorius
Johannes Sartorius (auch Johann Sartorius; * 1. Januar 1656 in Eperies; † 27. März 1729 in Danzig) war ein deutscher Pädagoge und Schriftsteller.

## Leben
Sartorius war Sohn eines Pastors. Seine Schulbildung erhielt er in Eperies. Sein Vater musste wegen seines Glaubens Ungarn verlassen und wurde 1674 in Trutenau bei Danzig Pastor. Von dort ging Johannes Sartorius zum Studium an die Universität Wittenberg. Nach Stationen an der Universität Tübingen und der Universität Leipzig wurde er 1678 in Wittenberg zum Magister graduiert. Er verblieb zunächst zu weiteren Studien an der Wittenberger Universität.
Sartorius wurde 1682 eine Stelle als Hauslehrer beim Grafen Ponto de la Gardie übertragen. Jedoch erhielt er kurz darauf einen Ruf als Professor an das Thorner Gymnasium, den er zum 6. August 1682 annahm. In dieser Zeit fiel er mit historischen, staatsrechtlichen, philologischen, theologischen und philosophischen Schriften auf. Zum 11. Mai 1699 übernahm er das Amt des Rektors des Gymnasiums in Elbing. Dort wirkte er fünf Jahre.
Sartorius folgte 1704 einem Ruf als Professor der Poesie und Beredtsamkeit an das Akademische Gymnasium Danzig. Hier verblieb er bis zu seinem Tod.

## Werke (Auswahl)
- De Montium Incendiis, Henckel, Wittenberg 1680.
- Renati des Cartes modus demonstrandi existentiam Dei per ideam, 1679.
- Panegyricus Johanni III. Poloniarum regi ob victoriam a. 1683 Turcis prope Viennam ereptam dictus, 1683.
- De Majestate Principis limitata, 1686.
- Agonistica Fidelium Verba, quibus SS. Martyres, aliique Homines pii ac fideles, vita emigraturi ... animam Deo commendabant, Lauer, Thorn 1693.
- Parodia Virgilii Aeneidos libri I, sub titulo: Sors protoplastorum, Germine Davidis correcta, 1706.
- Epanorthosis Annibalis in publico fletu ridentis, 1708.
- Responsio Ad Iniqvam Censuram Anonymi Halensis, Lankisch, Leipzig 1717.
- De Clypeo Schediasma Literarivm, Wittenberg 1724.